# Sø
 For alternative betydninger, se Sø (flertydig). (Se også artikler, som begynder med Sø)
En sø består af et stort rumfang ferskvand. Søen kan evt. i perioder have afløb til andre søer eller havet via et eller flere vandløb. Små stillestående søer uden tilløb eller afløb kaldes undertiden vandhuller.
Andre naturlige vandkilder eller dræn til en sø kan være grundvand, fordampning, regn, kilde, smeltevand fra f.eks. gletsjer, is eller sne.
Menneskeskabte, kunstige kilder eller dræn er f.eks.: Dæmninger med henblik på opstemning for at fremskaffe vandkraft.
Vandet i søer er stillestående, dvs. at de har en lav/dårlig udskiftning af vand. Det er ikke ligesom åer, hvor vandet er gennemløbende og i bevægelse.
Søerne kan være næringsrige eller næringsfattige.
Fakta om søer:
- I søer bliver der tilført næringsstoffer fx nitrationer og fosfationer, fra spildevand og åer
- Vandet er stillestående og fyldt med alger fordi der er dårlig ’’ventilation’’ af vandet.
- Især i den østlige del af Danmark hvor jorden er frugtbar, er der mange næringsrige søer.
- Den vestlige del af Danmarks søer er dårlige til at holde på nitrater, fordi sandet filtrerer vandet så det er relativt rent.
- Algevæksten er meget styret af sollyset.

Oftest kan det forekomme at der næsten eller slet ingen ilt er på bunden af søen, planternes fotosyntese hjælper med at skabe ilt på bunden og oprette den naturlige balance, Respiration.
Planter og dyr dør på grund af manglende sollys som algerne skygger for. De bruger nu kun respiration for at kunne rådne, det tager meget på iltindholdet i vandet.
I vandet er molekylebevægelserne 10.000 gange langsommere end i luften, både for kuldioxid og oxygen.

## Danmark
- I hele Danmark er der 1.032 navngivne søer. Det samlede areal af Danmarks søer er ca. 700 km².
- Der er omkring 120.000 søer der er større end 100 m2 i Danmark. Godt 2% af disse er større end 1 ha.[1]. Søer og vandhuller på 100 m2 eller mere er beskyttede efter Naturbeskyttelseslovens §3. I 2016 var der 68.658 hektar § 3-beskyttede søer i Danmark, hvoraf 19% ligger i et Natura 2000-område.[2]
- Dybest målte sø er Furesø med 37,7 m.
- Højest beliggende sø er Store Grankule i Almindingen på Bornholm med en vandspejlshøjde på 132,6 m.
- Søndersø ved Maribo er med 22 øer og småholme Danmarks mest ørige sø.
- Søer som var tørlagt for at skaffe landbrugsarealer er i nyere tid genetableret af hensyn til vandmiljøet. Det gælder f.eks. Vilsted Sø, som er gendannet i 2006 som Nordjyllands største sø.

## Resten af verden
Finland er kendt som landet med de tusind søer (der er 187.888 søer i Finland, heraf 60.000 store) og Minnesota er kendt som Området med de 10.000 søer. Over 60% af verdens søer findes i Canada.

## Subglaciale søer
I Grønland og på Antarktis findes subglaciale eller isdækkede søer, henholdsvis nogle få og over 70, deriblandt Vostok-søen.

## Kratersøer
En kratersø kan være dannet efter et vulkanudbrud eller et meteoritnedslag
Eksempler på kratersøer:
- Crater Lake
- Nyossøen
- Monounsøen
- Lake Toba

## Kunstige søer
Kunstige søer skabes af forskelligt grunde. 1) for at udnytte vandkraften til energi, 2) samle drikkevand 3) kontrollere flodens løb og forhindre oversvømmelser 4) for at kontrollere vandet og bruge det til overrislingsanlæg, 5) æstetiske grunde i have- og parkanlæg.
Eksempler på kunstige søer
- Danske: Tange sø ved Ans, Vandkraftsøen (Holstebro) og Fuglsang Sø ved Herning.
- Udenlandske: Nassersøen, Lake Powell, IJsselmeer, Voltasøen og Lokka.

## Verdens ti største søer
1. Kaspiske Hav (saltsø) omgivet af Turkmenistan, Kasakhstan, Aserbajdsjan, Iran og Rusland
2. Lake Superior på grænsen mellem USA og Canada
3. Victoriasøen i Afrika
4. Huronsøen i Nordamerika
5. Michigansøen i Nordamerika
6. Vostoksøen, en isdækket sø i Antarktis
7. Tanganyikasøen i Afrika
8. Great Bear Lake i Canada
9. Bajkalsøen i Asien
10. Great Slave Lake i Nordamerika

Aralsøen i Asien, der tidligere var den fjerdestørste, er i dag næsten udtørret.

## Bemærkelsesværdige søer
- Lake Natron, en soda-sø i Afrika
- "Dødens søer": Kivusøen, Nyossøen, Monounsøen
- Tobasøen, den største kratersø på Jorden
- Crater Lake, en kratersø i Oregon, USA
- Vostoksøen, russisk Озеро Восто́к, en sø under isen på Antarktis[3]